# Qazaqstan
Qazaqstan – kazachski kanał telewizyjny. Stanowi część instytucji państwowej – Korporacji Telewizyjno-Radiowej „Qazaqstan”. Został uruchomiony w 1958 roku.